# Воронцов, Павел Васильевич
Павел Васильевич Воронцов (1881—1915) — капитан лейб-гвардии Егерского полка, герой Первой мировой войны.

## Биография
Из потомственных почетных граждан. Образование получил в Петровском училище Санкт-Петербургского купеческого общества.
В 1902 году окончил Московское военное училище, откуда выпущен был подпоручиком в Свеаборгский крепостной пехотный полк.
16 января 1905 года переведен в 316-й пехотный Вышневолоцкий полк, а 2 сентября того же года — в лейб-гвардии Егерский полк. Произведен в поручики 6 декабря 1909 года, в штабс-капитаны — 6 декабря 1911 года.
В Первую мировую войну вступил в рядах лейб-егерей. Пожалован Георгиевским оружием
За то, что, командуя в бою 19 октября 1914 года при д. Бартошевины 15-й ротой, воодушевив свою роту призывом исполнить свой долг до конца, повел ее в атаку под сильным ружейным и пулеметным огнем противника на укрепленную позицию, коей и овладел штыковым ударом, взяв 46 человек пленных.
Произведен в капитаны 6 декабря 1914 года «за выслугу лет». Удостоен ордена Святого Георгия 4-й степени
За то, что 19 февраля 1915 года в бою у д. Высокие-Малы после того, как три роты полка, потеряв всех офицеров, были потеснены германцами, повел свою роту под сильным ружейным и пулеметным огнем в атаку и захватил у противника оставленную нами, составляющую ключ позиции, высоту 85,0 и удержал ее за собой, чем создал в ходе боя решительный поворот в нашу пользу.
Умер от ран 10 мая 1915 года. Был похоронен в склепе полковой Мирониевской церкви в Петербурге. Был женат.

## Награды
- Орден Святой Анны 3-й ст. с мечами и бантом (ВП 28.10.1914)
- Орден Святого Станислава 2-й ст. с мечами (ВП 12.02.1915)
- Орден Святой Анны 2-й ст. с мечами (ВП 13.04.1915)
- Орден Святого Георгия 4-й ст. (ВП 29.05.1915)
- Георгиевское оружие (ВП 2.06.1915)
- мечи и бант к ордену Св. Станислава 3-й ст. (ВП 2.06.1915)